# 陳子昂
陳子昂（661年—702年），字伯玉，梓州射洪縣（今四川省射洪市）人。唐代詩人，是唐詩革新、古文運動的先驅者。方回在《瀛奎律髓》說道：「陳拾遺子昂，唐之詩祖也」，故有「唐詩詩祖」之稱。因其诗“风格激昂，词意高俊”，有汉魏之风，故被称为诗骨。因曾任右拾遗，后世称陈拾遗。

## 生平
陳子昂出生於富有的家庭，早年喜愛跑馬打獵，不好學，慷慨遊俠，「年十八未知書」。後來在學校看到學子刻苦勤學，遂至金華山鄉校，發憤讀書。學業有成後前往長安，但得不到名家的賞識。一日遇到一個賣胡琴者，有胡琴索價百萬，陳子昂買了這把胡琴，邀眾人至家中賞玩，竟當眾摔琴。陳對大家說他只是一介書生，不懂琴藝，但會寫文章，請大家欣賞他的文章。於是名震京師。
唐高宗開耀元年（682年）東入咸京，遊於太學，次年應試不第，西經長安返鄉。唐睿宗文明元年（684年）陳子昂24歲進士及第，成為四川第一位狀元。此年高宗駕崩於洛陽，他上書闕下將高宗靈駕西歸乾陵。武則天很欣賞他的文才，拜為麟臺(祕書省)正字，之後歷官至右拾遺。通天元年（696年）武攸宜北伐契丹，陳子昂為記室，主撰軍中一切文件。後辭官回家。縣令段簡以其家富豪，誣陷入獄，憂憤而死。也有人說是陳子昂得罪了武三思，因而被武三思命段簡將其殺害。

## 文学观点
陳子昂批評六朝南朝齊至南朝梁期間，詩體「採麗競繁，而興寄都絕」，其代表作為《感遇》詩38首，旨在抨擊時弊，抒寫情懷，還有《登幽州臺歌》等。他的詩歌創作在唐代頗有影響。他主張漢魏風骨，提倡風雅比興，對唐詩的健康發展是有利的。其詩風高昂清峻，雄渾蒼涼，語言深沈質樸。其友人盧藏用說他「橫制頹波。天下翕然質文一變」。其文學理論主張包括：一為提倡漢魏風骨和風雅寄興。二為反對齊梁詩風。此外陳子昂一說也是古琴曲《平沙落雁》的作者。

## 家庭
父陳元敬早年以明經擢第，後隱居射洪東山。
子陳光，官至朝議大夫。孫陳易輔及陳簡輔，易輔官至監察御史。

## 作品列表
- 大周受命頌，本作品收錄於：《全唐文/卷0209》。
- 奏白鼠表，本作品收錄於：《全唐文/卷0209》。

## 著作
- 明弘治年間楊澄校刻楊春本《陳伯玉文集》10卷
- 今人徐鵬校點《陳子昂集》